# Esgrima als Jocs Olímpics d'estiu de 1906
Als Jocs Olímpics d'Estiu de 1906 a Atenes es disputaren vuit proves d'esgrima masculines. Actualment anomenats Jocs Intercalats, avui dia no són considerats oficials pel Comitè Olímpic Internacional.

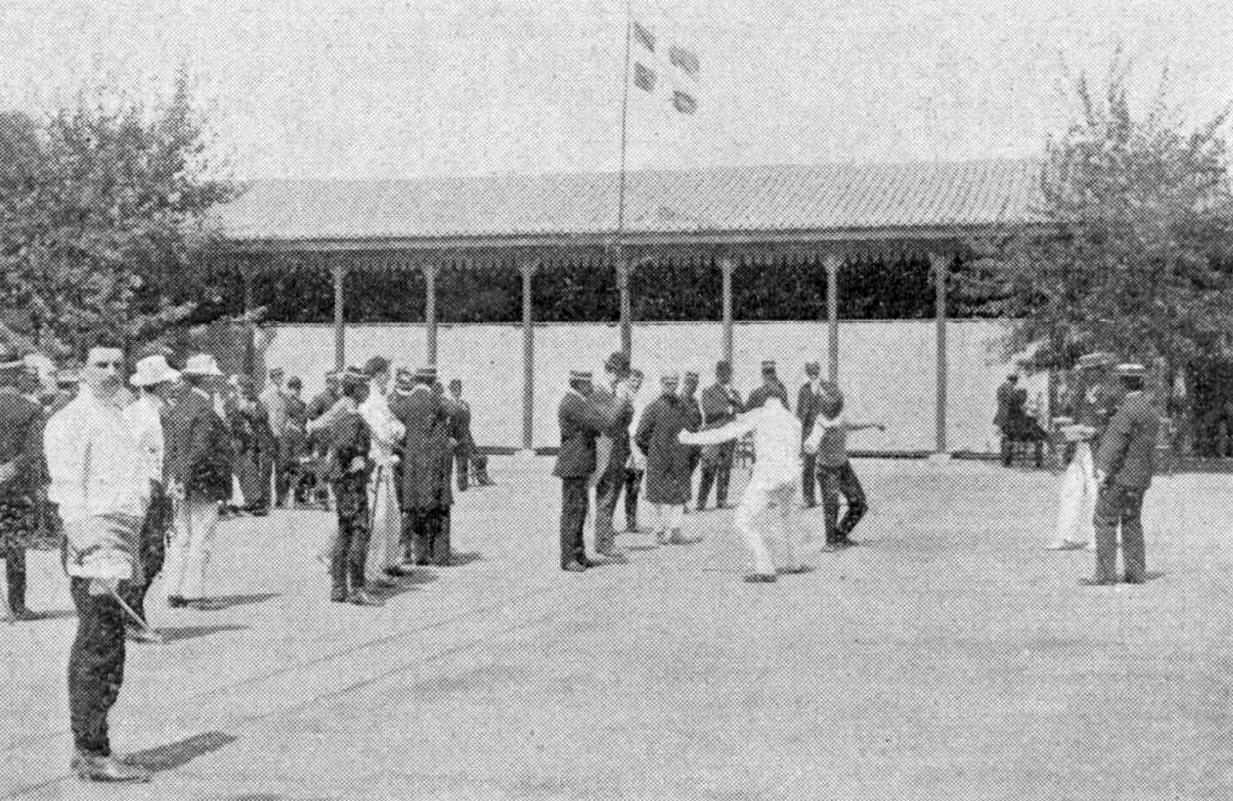
Final de la competició d'espasa als Jocs de 1906, en un camp de gimnàstica proper a l'estadi (Georges Dillon-Kavanagh a l'esquerra).

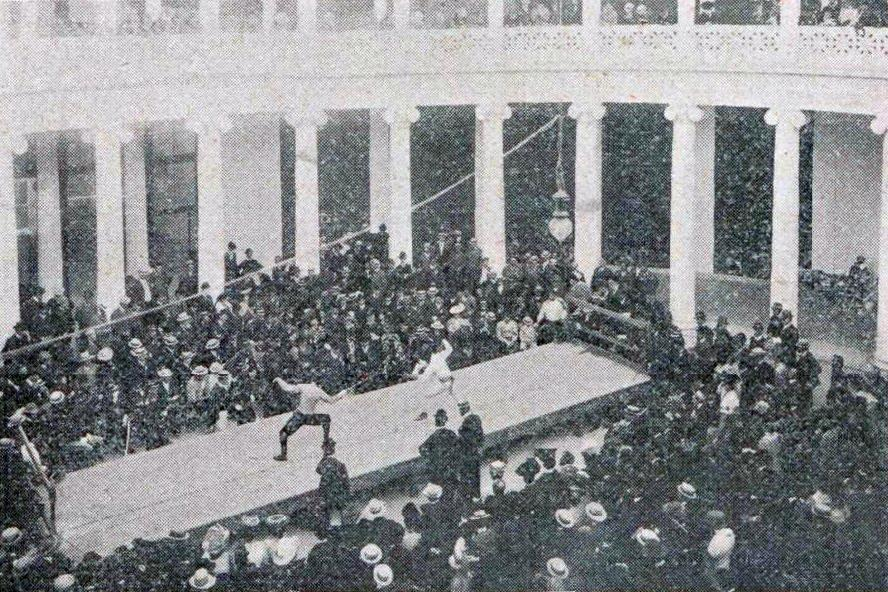
Esgrima el 1906.

## Resum de medalles
| Prova               | Or                                                                                                  | Argent                                                                                        | Bronze                                                                                        |
| Espasa              | Georges de la Falaise                                                                               | Georges Dillon-Kavanagh                                                                       | Alexander van Blijenburgh                                                                     |
| Espasa professional | Cyril Verbrugge                                                                                     | Carlo Gandini                                                                                 | Ioannis Raissis                                                                               |
| Espasa per equips   | FrançaGeorges Dillon-Kavanagh · Georges de la Falaise · Pierre Georges Louis d'Hughes · Cyrill Mohr | Regne UnitWilliam Grenfell · Cosmo Duff-Gordon · Charles Robinson · Edgar Seligman            | BèlgicaConstant Cloquet · Edmond Crahay · Philippe le Hardy de Beaulieu · Fernand de Montigny |
| Floret              | Georges Dillon-Kavanagh                                                                             | Gustav Casmir                                                                                 | Pierre Georges Louis d'Hughes                                                                 |
| Sabre               | Ioannis Georgiadis                                                                                  | Gustav Casmir                                                                                 | Frederico Cesarano                                                                            |
| Sabre professional  | Cyril Verbrugge                                                                                     | Ioannis Raissis                                                                               | no s'atorgà                                                                                   |
| Sabre, tres cops    | Gustav Casmir                                                                                       | George van Rossem                                                                             | Péter Tóth                                                                                    |
| Sabre per equips    | AlemanyaGustav Casmir · Jacob Erckrath de Bary · August Petri · Emil Schön                          | GrèciaIoannis Georgiadis · Triantaphylos Kordogiannis · Menelaos Sakorraphos · Chatran Zorbas | Països BaixosJames van Carnbee · Maurits van Löben Sels · Johannes Osten · George van Rossem  |

## Medaller
| Posició | País          | Or | Plata | Bronze | Total |
| 1       | França        | 3  | 1     | 1      | 5     |
| 2       | Alemanya      | 2  | 2     | 0      | 4     |
| 3       | Bèlgica       | 2  | 0     | 1      | 3     |
| 4       | Grècia        | 1  | 2     | 1      | 4     |
| 5       | Països Baixos | 0  | 1     | 2      | 3     |
| 6       | Itàlia        | 0  | 1     | 1      | 2     |
| 7       | Regne Unit    | 0  | 1     | 0      | 1     |
| 8       | Hongria       | 0  | 0     | 1      | 1     |